# Cublà de Pringle
El cublà de Pringle (Dryoscopus pringlii) és un ocell de la família dels malaconòtids (Malaconotidae).

## Hàbitat i distribució
Habita zones àrides mab matolls espinosos del centre i sud de Somàlia i sud d'Etiòpia cap al sud fins al nord i est de Kenya i nord-est de Tanzània.